# سلینا واگنر
سلینا واگنر (آلمانی: Selina Wagner؛ زادهٔ ۶ اکتبر ۱۹۹۰) بازیکن فوتبال اهل آلمان در پست هافبک است.
از باشگاه‌هایی که در آن بازی کرده‌است می‌توان به باشگاه فوتبال وولفسبورگ (زنان) و باشگاه فوتبال فرایبورگ (زنان) اشاره کرد.
او همچنین در رده‌های سنی مختلف ملی فوتبال زنان آلمان بازی کرده‌است.